# Luis de Góngora

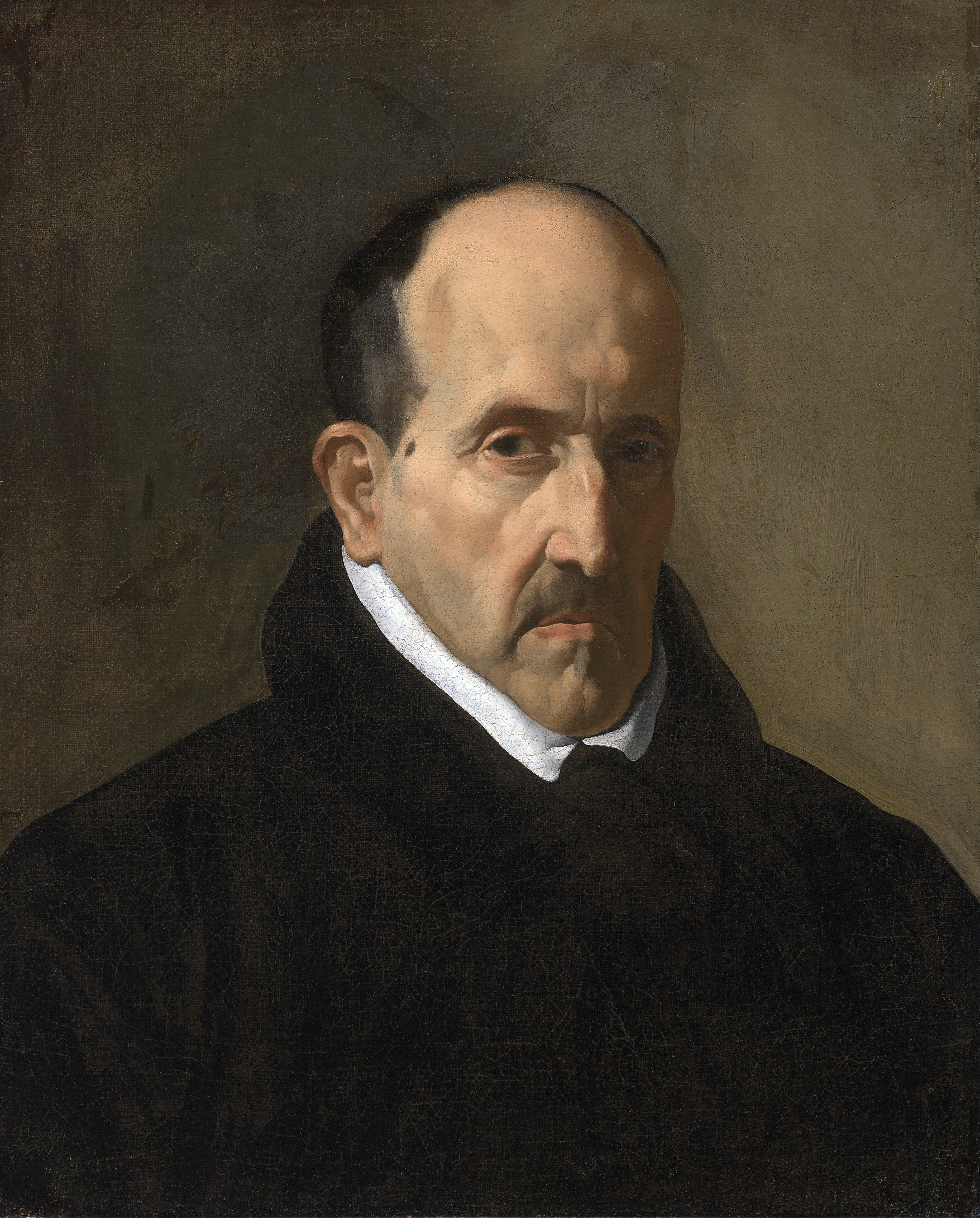
Porträt Góngoras von Velázquez, 1622

Luis de Góngora y Argote (* 11. Juli 1561 in Córdoba; † 24. Mai 1627 in Córdoba) war ein spanischer Lyriker und Dramatiker des Barockzeitalters, der Initiator und Hauptvertreter der als Culteranismo bezeichneten „dunklen“ Stilrichtung.

## Leben
Sein Vater, Francisco de Argote, war Richter und ein hochgebildeter Humanist. Der Dichter nahm den Geburtsnamen seiner Mutter, Leonor de Góngora, an, die aus einer alten Adelsfamilie stammte. Mit fünfzehn Jahren schrieb er sich an der Universität Salamanca für das Studium der Rechtswissenschaften ein.
Obwohl er seine Werke ganz überwiegend nicht im Druck publizierte, sondern diese hauptsächlich in Abschriften zirkulierten, war er bereits 1585 als Dichter bekannt; Miguel de Cervantes lobte ihn in seinem ersten Roman „La primera parte de la Galatea“. Im gleichen Jahr empfing er die Niederen Weihen und erhielt ein Kanonikat an der Kathedrale von Córdoba. Um 1605/1606 wurde er zum Priester geweiht und lebte danach in Valladolid und Madrid.
Dank der Fürsprache des Herzogs von Lerma wurde er von Philipp III. 1617 zum königlichen Ehrenkaplan ernannt. In der Folgezeit entspann sich in Madrid eine längere literarische und gesellschaftliche Fehde mit Francisco de Quevedo, in deren Verlauf Góngora von seinem Widersacher wegen seines ausschweifenden Lebenswandels attackiert und unter anderem auch der Homosexualität bezichtigt wurde. 1626 zwang ihn eine schwere Krankheit, die sein Gedächtnis und Erinnerungsvermögen schwer angriff, sich nach Córdoba zurückzuziehen.
Noch im Jahr seines Todes wurden seine Gedichte von Juan López de Vicuña im Druck herausgegeben (Obras en verso del Homero español), 1633 folgte dann die auf Vicuña beruhende und um weitere Stücke ergänzte Ausgabe von Hozes (Todas las obras de don Luis de Góngora), die dann bis 1854 achtmal nachgedruckt wurde, und auf der praktisch alle gedruckten Ausgaben vor der ersten handschriftlich basierten Ausgabe von Foulché-Delbosc beruhte.

## Werk
Seine Lyrik hatte sich nach einer klassizistischen Anfangsphase ab etwa 1610 zunehmend zu einer hermetischen Lyrik gewollter Dunkelheit weiterentwickelt. Sie zeichnet sich aus durch gesuchte sprachliche Schwierigkeit mit zahlreichen Neologismen, insbesondere Latinismen, und mit einer artifiziellen, durch mehrgliedrige Parallelismen und häufigen Gebrauch des Hyperbatons geprägten Syntax, die Freiheiten der lateinischen Wortstellung im Spanischen imitiert, außerdem eine kühne, schwer enträtselbare Metaphorik und Allegorik, die ihn zu einem Hauptvertreter des spanischen Culteranismo macht. In der Literaturgeschichte gilt er als Initiator des Gongorismus oder Culteranismo, der vom Conceptismo nur bedingt zu unterscheiden ist und mehr die sprachliche als die rhetorische Schwierigkeit betont.

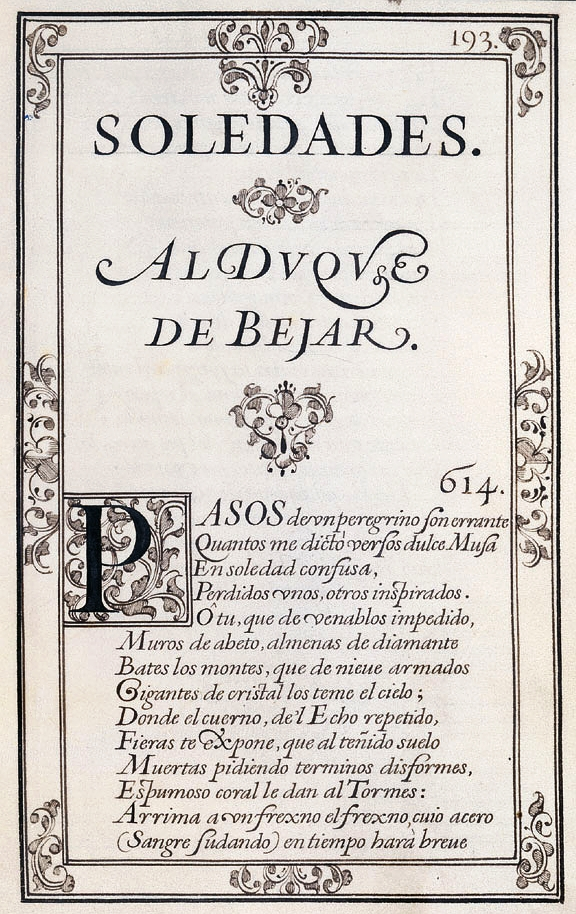
Soledades. Titelblatt

### Titel
- Fábula de Polifemo y Galatea (entstanden 1612, erschienen 1627): mythologisches Gedicht über die Sage von Polyphem und Galatea, nach Ovids Metamorphosen; 504 Elfsilbler
- Soledades (entstanden 1613/14, erschienen 1636): Vier Teile über die Einsamkeit der Felder, Ufer, Wälder und des Ödlandes waren geplant, nur zwei sind erschienen, berühmt für die schönen Naturschilderungen

#### Deutsch
- Soledad. Das Spätwerk Góngoras, übertragen, eingeleitet und mit Anmerkungen versehen von Fred Eggarter. Carl Schünemann Verlag, Bremen 1962.
- Soledades. Übersetzt von Erich Arendt. Reclams Universalbibliothek Leipzig 1982, Bd. 878 [zweisprachige Ausgabe].
- Soledades. Aus dem Spanischen übertragen von Erich Arendt. Hg. und mit einem umfangreichen Nachwort versehen („Luis de Góngora und das poetische Weltbild in seinen »Soledades«“) von Karlheinz Barck. Mit Reproduktionen nach den elf Lithographien von Hermann Naumann, Leipzig: Reclam, 1973. Bd. 878.
- Sonette. Übersetzt von Fritz Vogelgsang, Einleitung von John Russel, Illustrationen von Pablo Picasso. Frankfurt a. M.: Insel-Verlag, 1985, ISBN 3-458-14304-1.
- Sonette. Übertragen und kommentiert von Sigrid Meuer. Berlin: Henssel Verlag, 1960 [zweisprachige Ausgabe].
- Sonette. Übertragen von Michael Mertes. Bonn: Verlag Franz Schön, 2021 [zweisprachige Ausgabe], ISBN 978-3-947837-03-8.

## Sekundärliteratur
- Martin von Koppenfels, Horst Weich (Hg.): Spanische und hispanoamerikanische Lyrik. Band 1: Von den Anfängen bis Fernando de Herrera. C.H. Beck, München 2022, ISBN 978-3-406-78351-7.[1]
- Hennigfeld, Ursula: Der ruinierte Körper. Petrarkistische Sonette in transkultureller Perspektive. Würzburg, Königshausen & Neumann 2008.
- Kapuste, Joachim: Das poetische Vokabular bei Fernando de Herrera und Luis de Góngora: „Cultismos“, Neologismen, Archaismen. Tübingen, Univ., Fachbereich Neuphilologie, Diss. 1972.
- Juan López de Vicuña: TODAS LAS OBRAS DE D. LUIS DE GONGORA EN VARIOS POEMAS. RECOGIDOS POR DON GONZALO de Hozes… Corregido y enmendado en esta vltima impressior. Madrid, en la Imprenta del Reino, Año 1634.[2]
- Federico García Lorca: Das dichterische Bild bei Don Luis de Góngora
- H. Petriconi: Góngora – Zu seinem 300. Todestag. Beitrag in Die Literarische Welt Nr. 22/1927 vom 3. Juni 1927.

## Rezeption
Luis de Góngora ist eines der Vorbilder der Generación del 27, die ihren Namen durch die Zusammenkunft zu Ehren seines 300. Todestages im Dezember 1927 in Sevilla erhält.